# ×Aegilotriticum speltiforme
×Aegilotriticum speltiforme là một loài thực vật có hoa trong họ Hòa thảo. Loài này được (Jord.) van Slageren miêu tả khoa học đầu tiên năm 1994.